# Папільйотка (кулінарія)

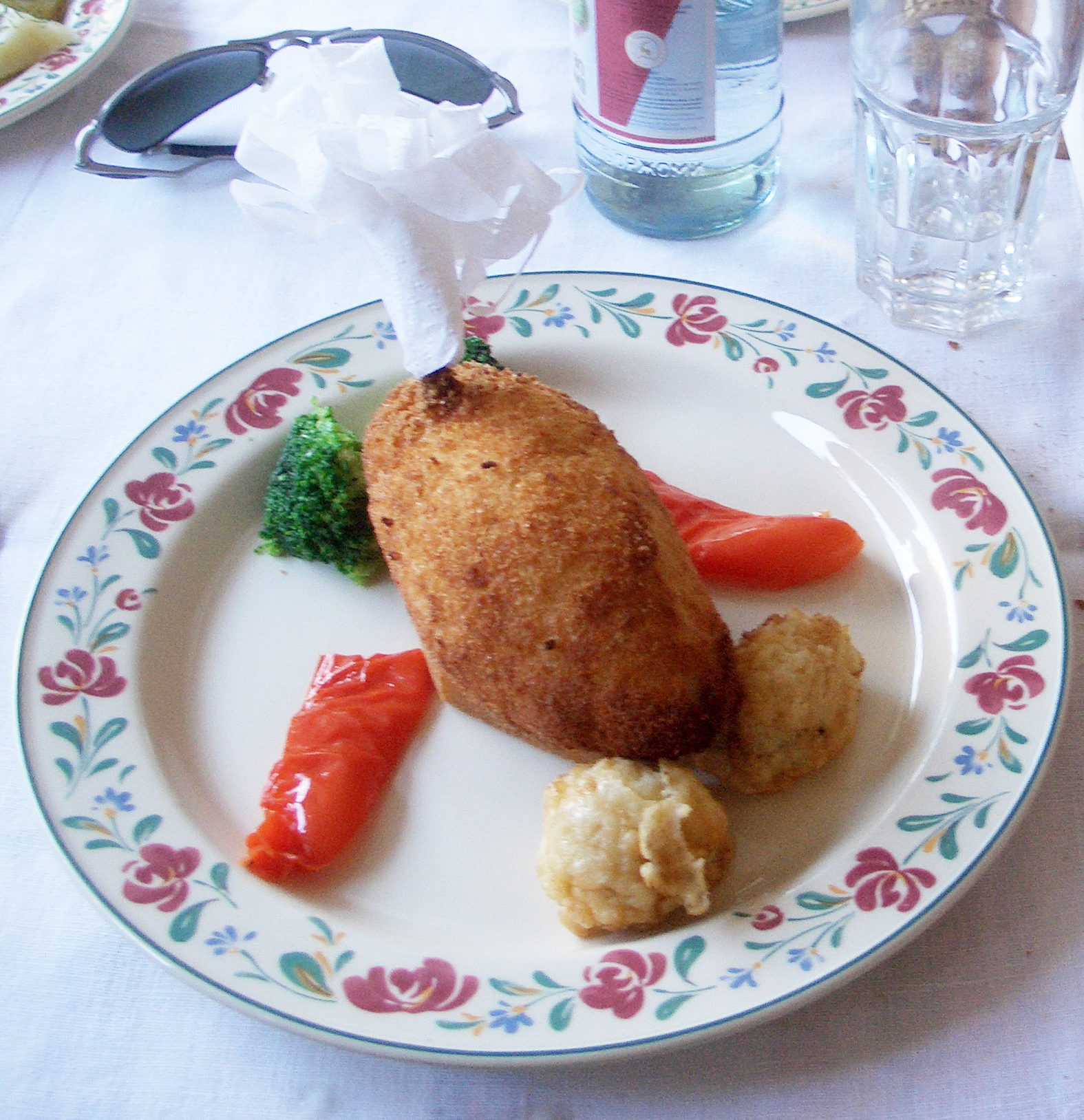
Котлета по-київськи в папільйотці

Папільйотка, папільйота (фр. papillote, від лат. papilio — метелик) — паперовий манжет, обгортка на ніжках смажених курчат, індичок, інших птахів, а також кісток тварин. Застосовуються в основному в ресторанній кухні.

## Історія
Папільйотки вперше з'явилися в XIX сторіччі у Франції, звідки швидко поширилися на інші кухні світу. Вони допомагають приховати виступаючі закінчення кісток тварин чи птиці. Крім естетичної мети також мають і практичну: ручки, за яку можна утримувати порцію. Дають можливість не забруднити руки, полегшують розділення на дрібніші шматочки. Крім цього, папільйотки стали використовувати при подачі страв для захисту пальців від гарячого кухонного начиння, наприклад, ручок кокотниць.